# Presa Santa Rosa
La Presa Santa Rosa formalmente llamada como la Presa Manuel M. Diéguez, es una presa ubicada en el cauce del Río Grande de Santiago en Amatitán, Jalisco; inició operaciones el 2 de septiembre de 1964, cuenta con una central hidroeléctrica capaz de generar 61 megawatts de energía eléctrica, cuenta con un embalse que alberga 403 hectómetros cúbicos de agua.